# Julius Post (Chemiker)

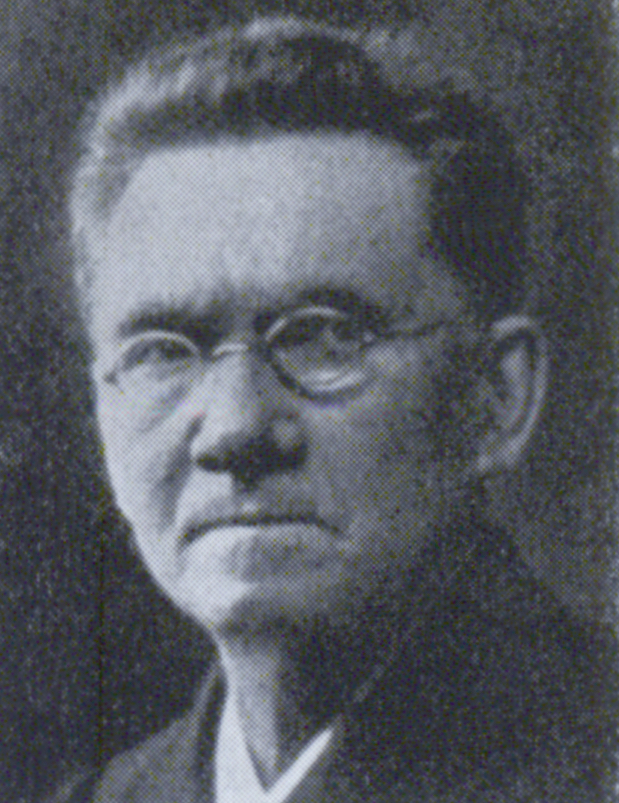
Julius Post

Karl August Eduard Julius Post (* 26. Mai 1846 in Göttingen; † 7. April 1910) war ein deutscher Chemiker. 

## Leben
Post wurde 1870 an der Universität Göttingen promoviert. Bis 1871 war er anschließend als Hilfsarbeiter an der Universitätsbibliothek Göttingen beschäftigt, bevor er 1873 Privatdozent für Chemie an der Universität Göttingen wurde. Von 1874 bis 1882 war er Assistent am Chemischen Laboratorium und ab 1880 außerordentlicher Professor an der Universität Göttingen. 1882 wechselte er an die TH Hannover, zunächst als Dozent für organische Chemie, ab 1884 dann als etatmäßiger Professor für technische Chemie. 1891 wurde er beurlaubt und ging ins Ministerium für Handel und Gewerbe nach Berlin, bevor er 1893 Dozent für gewerbliche Gesundheitslehre an der Technischen Hochschule in Berlin wurde. Im gleichen Jahr wechselte er an die Bergakademie Berlin als Dozent für Wohlfahrtspflege wurde. 1895 wurde er zum Geheimen Oberregierungsrat ernannt, 1908 erhielt er bei seiner Verabschiedung den Titel eines Wirklichen Geheimen Oberregierungsrats.

## Schriften
- Über drei isomere Bromsulfosäuren aus krystallisirtem Bromtoluol und diesen entsprechende Sulfhydrate. Huth, Göttingen 1870 (Zugl.: Göttingen, Univ., Phil. Diss., 1870) (Digitalisat).
- Grundriss der chemischen Technologie. Oppenheim, Berlin
  - Bd. 1: Fabrikation der Rohproducte, 1877.
  - Bd. 2: Fabrikation der Endproducte, 1879.
- Ein chemischer Experimentalvortrag vor Arbeitern: Mit einem socialpolitischen Vorwort. Volksschriften-Verlag, Bremen 1879.
- Chemisch-technische Analyse: Handbuch der analytischen Untersuchungen zur Beaufsichtigung des chemischen Großbetriebes und zum Unterrichte. 2 Bde., Vieweg, Braunschweig 1881.
- Arbeit statt Almosen: Beitrag zur Social-Technik. Roussell, Bremen 1881.
- Chemisch-technische Analyse: Handbuch der analytischen Untersuchungen zur Beaufsichtigung des chemischen Grossbetriebes. Vieweg, Braunschweig 1882 (Digitalisat).
- Musterstätten persönlicher Fürsorge von Arbeitgebern für ihre Geschäftsangehörigen. Oppenheim, Berlin
  - Bd. 1:  Die Kinder und jugendlichen Arbeiter, 1889
  - Bd. 2: Die erwachsenen Arbeiter, 1893
    - Bd. 2,1: Patriarchalische Beziehungen in der Grossindustrie
    - Bd. 2,2: Beschreibung einzelner Musterstätten